# Dogecoin
Dogecoin (oznaka: DOGE, simbol: Ð) je kriptovaluta programskih inženirjev Billyja Markusa in Jacksona Palmerja, ki sta se odločila zasnovati plačilni sistem, ki je instanten, zabaven in brez tradicionalnih bančnih provizij. Dogecoin ima logotip obraza psa Shiba Inu iz mema »Doge«, po katerem je tudi poimenovan.   Predstavljen je bil 6. decembra 2013 in je hitro razvil lastno spletno skupnost ter 28. januarja 2021 dosegel tržno kapitalizacijo v višini 5.382.875.000 ameriških dolarjev.
Dogecoin sta soustanovila IBM-ov programski inženir Billy Markus iz Portlanda v Oregonu in programski inženir Adoba Jackson Palmer, ki si je prizadeval ustvariti digitalno valuto enakovrednih računalnikov, ki bi lahko dosegla širše prebivalstvo kot bitcoin. Poleg tega so ga želeli oddaljiti od kontroverzne zgodovine drugih kovancev. Dogecoin je bil uradno predstavljen 6. decembra 2013 in v prvih 30 dneh je spletno mesto Dogecoin.com obiskalo več kot milijon obiskovalcev.
Takrat je bil Palmer član oddelka za trženje Adobe Systems v Sydneyju in je zaslužen za uresničitev zamisli. Palmer je kupil domeno Dogecoin.com in dodal začetni zaslon, na katerem sta bila objavljena logotip kovanca in razpršeno besedilo v pisavi Comic Sans. Markus je po ogledu strani stopil v stik s Palmerjem in si začel prizadevati za razvoj valute. Protokol dogecoina je zasnoval na podlagi obstoječih kriptovalut luckycoin in litecoin, ki v svojem algoritmu za dokazovanje dela uporabljata tehnologijo kriptiranja. Uporaba kriptiranja pomeni, da rudarji ne morejo uporabljati opreme za rudarjenje SHA-256 bitcoinov, temveč morajo za rudarjenje uporabljati namenske naprave FPGA in ASIC, katerih proizvodnja je bolj zapletena. 
19. decembra 2013 je vrednost dogecoina v 72 urah poskočila za skoraj 300 odstotkov in se s prodajo več milijard dogecoinov na dan povzpela z 0,00026 ameriškega dolarja na 0,00095 ameriškega dolarja. Ta rast se je zgodila v času, ko je bitcoin in številne druge kriptovalute omajala odločitev Kitajske, da kitajskim bankam prepove vlaganje v bitcoin ekonomijo. Tri dni pozneje je vrednost dogecoina zaradi tega dogodka in velikih rudarskih bazenov, ki so izkoriščali majhno količino računalniške moči, kakršna je bila takrat potrebna za rudarjenje dogecoina, padla za 80 odstotkov.
25. decembra 2013 se je zgodila prva večja kraja dogecoinov, ko so pri vlomu v spletno platformo denarnice za kriptovalute Dogewallet ukradli milijone kovancev. Heker je pridobil dostop do datotečnega sistema platforme in spremenil njeno stran za pošiljanje/prejemanje, tako da je vse kovance pošiljala na njegov statični naslov.  Ob tem hekerskem incidentu se je močno povečalo število sporočil na Twitterju, zato je bil to takrat najbolj omenjani altcoin na Twitterju, četudi v zvezi z negativnim dogodkom. Da bi pomagali tistim, ki so ob vlomu izgubili sredstva v Dogewalletu, je skupnost Dogecoin začela pobudo »SaveDogemas« za donacijo kovancev tistim, ki so jim jih ukradli. Po približno enem mesecu je bilo podarjenega dovolj denarja za kritje vseh ukradenih kovancev.
Januarja 2014 je obseg trgovanja z dogecoinom za kratek čas presegel obseg trgovanja z bitcoinom in vsemi drugimi kriptovalutami skupaj, vendar je njegova tržna kapitalizacija precej zaostajala za bitcoinom. Sprva je dogecoin vključeval naključno nagrado, ki jo je prejel vsak rudarski blok, marca 2014 pa je bilo to vedenje posodobljeno na nagrado za statični blok.
Aprila 2015 je Jackson Palmer sporočil, da se iz kriptovalutne skupnosti umika na »daljši dopust«.
V kriptovalutnem mehurčku leta 2017 in začetka leta 2018 je dogecoin za kratek čas dosegel najvišjo vrednost 0,017 $/kovanec, s čimer se je s svojo skupno tržno kapitalizacijo približal 2 milijardama USD.
Julija 2020 je cena dogecoina poskočila po trendu na družbenem omrežju TikTok, v katerem so poskušali vrednost kovanca približati 1 USD.
Januarja 2021 se je vrednost dogecoina v 24 urah zaradi pozornosti uporabnikov Reddita, ki sta jih deloma spodbudila Elon Musk in GameStop, zvišala za več kot 800 odstotkov. Februarja 2021 je dogecoin po spodbudnih sporočilih Elona Muska, Snoop Dogga in Genea Simmonsa dosegel najvišjo vrednost vseh časov.

## Uporaba in menjalnice
Trgovanje z DOGE/BTC in DOGE/LTC ponujajo številne borze.
Dogecoin je altcoin s številnimi uporabniki. Na internetu se je uveljavila splošna komercialna uporaba, na primer v sistemu napitnin, pri katerem uporabniki družbenih omrežij nagrajujejo avtorje, ki jim ponujajo zanimive ali omembe vredne vsebine.
Trgovanje s fizičnimi, oprijemljivimi predmeti v zameno za DOGE poteka v spletnih skupnostih, kot sta Reddit in Twitter, na katerih si uporabniki pogosto izmenjujejo z valuto povezane informacije.  
Dogecoin je bil uporabljen tudi za prodajo hiše, uporablja pa se tudi v pornografiji  in industriji pokra.
Storitev za transakcije s kriptovalutami, ki se je uporabljala na priljubljenih spletnih mestih, kot sta Reddit in Twitch, je bil Dogetipbot. Uporabnikom je omogočil pošiljanje dogecoinov drugim uporabnikom z ukazi za komentiranje na Redditu. Maja 2017, po razglasitvi stečaja njegovega ustvarjalca, je bil Dogetipbot ukinjen in odstranjen s spleta, ob čemer je veliko uporabnikov Dogetipbota izgubilo kovance, shranjene v sistemu.

## Parametri rudarjenja
Izvedba dogecoina se od litecoina razlikuje po več parametrih. Dogecoinov blokirni čas znaša 1 minuto, Litecoinov pa 2,5 minute.
Odkritih je bilo več primerov ljudi, ki so za rudarjenje uporabljali računalnike svojih delodajalcev ali univerz. 

## Ponudba valute
Dogecoin je svoj začetni načrt proizvodnje kovancev začel s 100 milijardami kovancev v obtoku. Do sredine leta 2015 je bilo narudarjenih 100 milijard dogecoinov, vsako leto pa je bilo v obtok danih še dodatnih 5 milijard kovancev. Trenutno ni uveljavljene stroge omejitve celotne ponudbe dogecoinov. Sprva je bila ponudba dogecoina omejena na 100 milijard kovancev, kar bi bilo že veliko več kovancev, kot so dopuščale glavne digitalne valute. Kljub temu je februarja 2014 ustanovitelj dogecoina Jackson Palmer napovedal, da bo meja odstranjena, da bi sčasoma ustvarili dosledno zmanjšanje stopnje inflacije.

## Zbiranje sredstev

### Zimske olimpijske igre 2014
Skupnost in fundacija Dogecoin spodbujata zbiranje sredstev za dobrodelne in druge pomembne namene. Skupnost Dogecoin je bila ustanovljena 19. januarja 2014, da bi zbrali sredstva v vrednosti 50.000 ameriških dolarjev za jamajško ekipo v bobu, ki se je uvrstila na zimske olimpijske igre v Sočiju, vendar si jih ni mogla privoščiti. Do drugega dne je podarjeni znesek dogecoina dosegel vrednost 36.000 ameriških dolarjev, menjalni tečaj za pretvorbo dogecoina v bitcoin pa se je povečal za 50 odstotkov. Skupnost dogecoina je zbirala tudi sredstva za sočijskega športnika Šivo Kešavana.

### Doge4Water
Fundacija Dogecoin, ki jo je vodil Eric Nakagawa, je po navdihu zbiranja sredstev za zimske olimpijske igre in manjših dobrodelnih donacij začela zbirati sredstva za izgradnjo vodnjaka v porečju reke Tane v Keniji v sodelovanju z dobrodelno organizacijo Charity: Water. Pred svetovnim dnevom voda (22. marca) so se namenili zbrati skupno 40.000.000 (takrat 30.000 USD) dogecoinov. Kampanja je uspela, saj so zbrali donacije več kot 4000 donatorjev, vključno z enim anonimnim dobrotnikom, ki je daroval 14.000.000 dogecoinov (v vrednosti približno 11.000 USD).

### NASCAR
25. marca 2014 je skupnost Dogecoin uspešno zbrala 67,8 milijona dogecoinov (takrat vrednih približno 55.000 USD), da bi sponzorirala voznika NASCAR- ja Josha Wisa. Avtomobil so poimenovali »Moonrocket # 98«, prvič pa je nastopil 4. maja 2014 na dirki pokala Aaron's 499 Sprint Series.
Wise je v seriji dirk Aaron's 499 na dirkališču Talladega Superspeedway tekmoval z barvno shemo, ki sta jo sponzorirali skupnosti Dogecoina in Reddita. 4. maja 2014 so Wisa in njegov avto predstavljali skoraj minuto, v kateri so komentatorji dirke razpravljali o dogecoinu in prizadevanjih za množično financiranje, uvrstila pa sta se na dvajseto mesto in se komajda izognila več trkom. 16. maja 2014 se je Wise s spletnim glasovanjem oboževalcev, v katerem je predvsem zaradi prizadevanj skupnosti Dogecoin in Reddit presegel znano Danico Patrick, uvrstil na tekmo Sprint All-Star Race. Dirko je končal na petnajstem mestu kot zadnji voznik.  Na naslednji dirki v Coca-Coli 600 je Wise debitiral s čelado Dogecoin/Reddit.com. Pozneje je napovedal, da bo avto znova vozil na dirki Toyota/Save Mart 350 kot zahvalno darilo skupnosti in športni zvezi GEICO 500. Uvrstil se je na osemindvajseto mesto, delno tudi zaradi napake pri gorivu; po postanku za gorivo je dosegel dvanajsto mesto, vendar se posoda za plin ni vključila dovolj dolgo, zaradi česar je potreboval še en postanek v boksu, po katerem se je približal koncu dirkalne skupine. Eutechnyx, razvijalec videoigre NASCAR '14, je avtomobil Dogecoin dodal kot vozni avtomobil v paketu DLC. 